# Jaguar XJR-9
Jaguar XJR-9 é um carro de corrida esporte-protótipo construído pela Jaguar para o Group C da IMSA GTP Camel , tendo estreado nas 24 Horas de Daytona 1988.
Uma evolução do Jaguar XJR-8, o XJR-9 foi mais uma vez desenhado por Tony Southgate e construído pela Tom Walkinshaw Racing (TWR),  possuindo um motor Jaguar V12 de 7.0 litros com base na produção do motor 5.3 litros usado no modelo de estrada Jaguar XJS. Uma variante do XJR-9, o XJR-9LM, seria desenvolvido especificamente para as 24 Horas de Le Mans, onde o requisito para a alta velocidade em linha reta na reta Mulsanne exigiu uma pacote aerodinâmico com baixo downforce.
Nos Estados Unidos, a Castrol  patrocinando o XJR-9, estreou nas 24 Horas de Daytona, com o êxito, tendo a vitória. No entanto, todo o resto da temporada da IMSA GTP Camel o XJR-9 foi incapaz de obter uma vitória até a última corrida da temporada, ou seja, a equipe teve de se contentar com o terceiro lugar no campeonato do construtor. Ao longo da World Sports Car Championship (WSC), o XJR-9, correndo com patrocínio da Silk Cut ,obtendo sucesso. O XJR-9 foi capaz de tomar seis vitórias, incluindo as 24 Horas de Le Equipar, durante a temporada, conquistando novamente o título mundial. O êxito da Jaguar em Le Mans marcou a volta da hegemonia da Jaguar em Le Mans desde a sua primeira e ultima vitória em 1957.
Para 1989, o XJR-9 foi mais uma vez fez campanha na IMSA GTP Camel e na World Sports Car Championship. No entanto, o XJR-9 não vinha mais correspondendo com as vitórias obtidas em 1988. Na IMSA o campeonato tinha dominio amplo da Nissan, deixando o XJR-9, com apenas uma única vitória na temporada. Isto levou à introdução do Jaguar XJR-10 no meio da temporada, que obteve mais vitórias e um performance melhor do que o seu antecessor. O XJR-9 estava chegando ao fim.
Novamente, no meio da temporada o XJR-11 foi desenvolvido para substituir o XJR-9, embora ambos terminassem a temporada juntos. Esta desilusão levou a Jaguar a terminar em 4 º no campeonato de equipes nessa temporada.
Em poucos meses a Jaguar obteve mais uma vitória em Le Mans. A TWR usaria o chassi XJR-9  para o desenvolvimento do protótipo R9R que, em 1990, tinha evoluído para o Jaguar XJR-15. O XJR-9 competiu até 1990 e foi aposentado.